# Mladen Ivezić
Mladen Ivezić (Zagreb, 1957. – Zagreb, 2. prosinca 2021.), bio je hrvatski povjesničar, književni komparatist, psiholog, filozof i satiričar.

## Životopis
Mladen Ivezić rodio se 1957. godine u Zagrebu. Osnovnu školu i gimnaziju polazio je i završio u Zagrebu. Studij povijesti i komparativne književnosti upisao je 1976. godine na zagrebačkome Filozofskome fakultetu, 1977. godine upisao je i psihologiju i filozofiju a diplomirao je 1982. godine. Godine 1984. Ivezić je upisao poslijediplomski studij iz povijesti a magistrirao je 1989. godine i to s obranom teze Društvena uvjetovanost i kulturni utjecaj pučkih kalendara u sjevernoj Hrvatskoj i Slavoniji od ilirizma do sedamdesetih godina 19. stoljeća. Od 1991. godine bio je član Komisije za utvrđivanje žrtava Drugoga svjetskog rata i poraća Republike Hrvatske.
Godine 2002. pokrenuo je satirično-politički časopis Hrvatski zvekan i bio mu nakladnikom i glavnim urednikom te piscem većine članaka. Hrvatski zvekan u kojemu su, između ostalih, surađivali Nela Eržišnik, akademik Josip Pečarić, prof. dr. Nedjeljko Kujundžić i prof. dr. Tomislav Sunić izlazi u samo četiri broja i gasi se.
Preminuo je početkom prosinca 2021. godine. Pokopan je na zagrebačkomu Mirogoju.

## Djela
- Hrvatski kalendari, Hrvatski Forum, Zagreb, 1997.
- Genocid nad Hrvatima zapovijeda Tito, vl. naklada, Zagreb, 1999.
- Titova umjetnost mržnje, vl. naklada, Zagreb, 2001.
- Jasenovac - brojke, vl. naklada, Zagreb, 2003.
- Profiterna: I. dio, Marx i Engels, vl. naklada, Zagreb, 2003.
- Titov Jasenovac, vl. naklada, Zagreb 2014.
- Ratni zločinac Tito,  vl. naklada, Zagreb 2015.

## Vanjske poveznice
- Ivezić, Mladen. Problem izvornosti, autentičnosti i vjerodostojnosti djela Karla Marxa i Friedricha Engelsa // Društvena istraživanja, br. 1-2. (75-76) (2005.), str. 269. – 295. (Hrčak)
- jasenovac-ivezic.com  Arhivirana inačica izvorne stranice od 13. ožujka 2016. (Wayback Machine)